# Anne O'Hagan Shinn
Anne O'Hagan Shinn   (Washington DC, 8 d'agost de 1869 - Nova York, 24 de juny de 1933) fou una periodista, contista, feminista i sufragista estatunidenca, que treballà en publicacions com Vanity Fair i Harper's Magazine. Els seus textos detallaven l'explotació que sofrien les joves dependentes a l'Amèrica de principis del segle xx.

## Biografia
Anne O'Hagan nasqué a Washington, DC, al 1869. Es llicencià en la Universitat de Boston el 1890.
O'Hagan era membre de l'Heterodoxy, un club de debat feminista amb seu a Greenwich Village, en què hi havia altres dones com Sarah Field Splint o Ellen La Motte. A més a més, fundà la Unió Democràtica de Dones. Formà part de la junta directiva de l'Equal Suffrage League de Nova York i del Women's Suffrage Study Club, entre altres organitzacions sufragistes. També donà suport a la reforma de la llei seca. O'Hagan era membre de l'Església Protestant de l'església St. Luke in the Fields de Greenwich Village, on va coincidir amb la diplomàtica i activista pels drets humans, Eleanor Roosevelt.

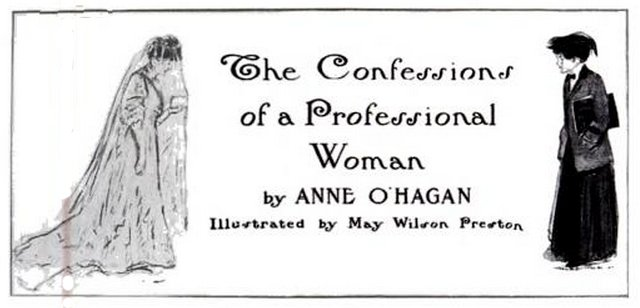
Confessions d'una dona professional per Anne O'Hagan, il·lustrada per May Wilson Preston del Harper's Bazaar, setembre del 1907

Com a periodista, O'Hagan col·laborà amb revistes com Vanity Fair, Harper's Magazine, Munsey's o Collier's, en les quals solia escriure sobre temàtica feminista. Per exemple, en un article del 1901 per a la revista Munsey's titulat "La noia atlètica", celebrà l'entrada de les dones i xiquetes en activitats recreatives actives, tant pels beneficis per a la seua salut a llarg termini com perquè podien alliberar-se de portar peces de roba restrictives, i d'activitats passives. O'Hagan qüestionà els rols assignats a les fadrines majors i a les dones casades, i plantejava que el celibat podia ser elecció de les dones.
De particular interès per a ella fou l'explotació de les dependentes joves. Després del sufragi, O'Hagan cobria la política estatunidenca per al The New York Times, i hi realitzà una entrevista al futur candidat presidencial Al Smith el 1922.
O'Hagan participà en projectes de ficció en col·laboració, en què diversos autors escrivien capítols d'una novel·la o sèrie, com ara la sèrie The Good Family en Harper's Magazine el 1907 i The Sturdy Oak per a Collier's Magazine el 1917, una novel·la política. També fou una prolífica escriptora de ficció curta.
Es creu que Anne O'Hagan visqué amb sa mare fins que es casà amb Francis Adin Shinn al 1908. De fet, es considera que és autora d'un article anònim que descrivia els problemes d'una dona soltera moderna que vivia amb sa mare passada de moda.
O'Hagan va morir al juny de 1933, a 63 anys, a Nova York.

## Reconeixements
El 1936 la Universitat de Boston creà les Beques O'Hagan Shinn en la seua memòria per a donar suport a la literatura en anglés.